# 尋找小津
《寻找小津》（英語：Tokyo-Ga）是德国导演溫·韋德斯执导的纪录片电影，主要介绍了日本黑白片时代名导演小津安二郎，表达溫·韋德斯向小津安二郎导演电影的致意。此片于1985年戛纳电影节的一種注目竞赛单元中放映。